# The Good Bad Man
The Good Bad Man is een Amerikaanse western uit 1916 onder regie van Allan Dwan.

## Verhaal
De bandiet Passin' Through is als wees opgegroeid. Hij steelt geld van de rijken om met de opbrengt een weeshuis te kunnen stichten. Hij treft Bud Fraser op zijn pad, de man die ooit zijn vader heeft omgebracht.

## Rolverdeling
| Acteur            | Personage       |
| ----------------- | --------------- |
| Douglas Fairbanks | Passin' Through |
| Sam De Grasse     | Bud Frazer      |
| Pomeroy Cannon    | Bob Evans       |
| Joseph Singleton  | Weazel          |
| Bessie Love       | Sarah May       |
| Mary Alden        | Jane Stuart     |
| George Beranger   | Thomas Stuart   |
| Fred Burns        | Sheriff         |